# JTB

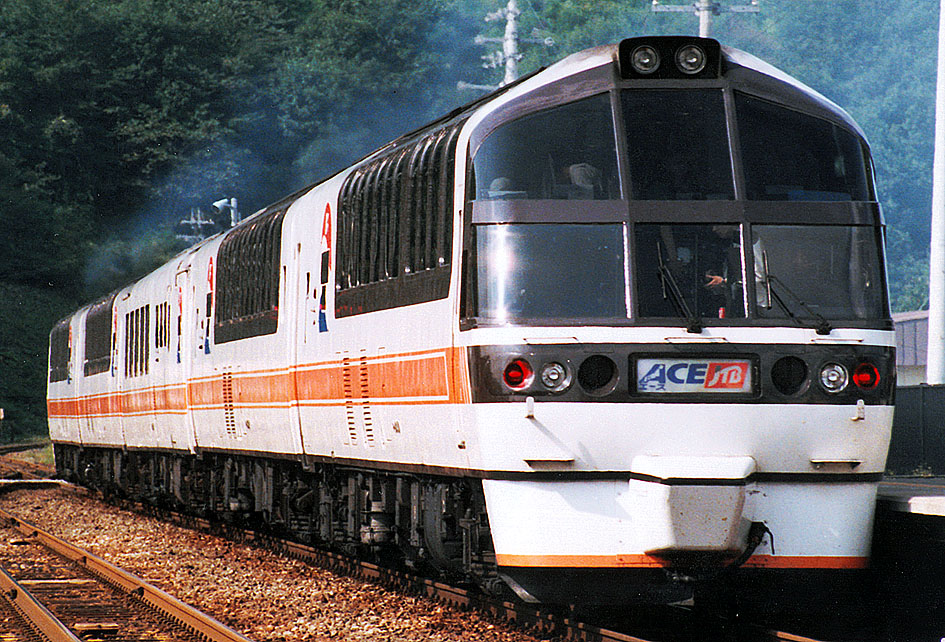
JTBパノラマエクスプレス（JR北海道）

株式会社JTB（英語: JTB Corporation）は、日本の旅行会社で、JTBグループを統括する事業持株会社である。本社は東京都品川区にある。1963年に財団法人日本交通公社の営業部門を分割・民営化し、株式会社日本交通公社として発足した。
現社名のJTBは、財団法人日本交通公社設立以来の英語名称であるJapan Travel Bureau の頭文字であり、財団法人時代から略称として使用していた。旅行業界では日本最大かつ世界有数の事業規模を有する企業である。
旅行業本体は日本国内や欧米諸国が中心で、近年は海外新興市場（BRICS、ASEAN諸国）において、新中間所得層向けに旅行需要の発掘と旅行販売を始めている（2011年には、中華人民共和国でJTB現地法人が外資系旅行会社として初めて海外旅行販売の許可を得た）。また、現地の法人向けに日本国内と同様の会議・イベント等のコンサルタント等も行っている。
日本国内では、パッケージツアー「ルックJTB」（海外旅行）、「エースJTB」（国内旅行）、「旅物語」（メディア型直販商品、海外旅行・国内旅行）に代表される旅行業のほか、時刻表（『JTB時刻表』など）や旅行雑誌「るるぶ」などの出版業（現在はJTBパブリッシングに分社）をはじめ、旅行業以外にも、不動産、金融、情報サービスなど様々な事業を統括している。
近年は旅行業で培ったノウハウによる地域活性化事業、ふるさと納税事業、法人向けソリューション事業、ソーシャルビジネス、グローバル事業などを手がけ、業界の枠をこえたM&Aや事業投資も積極的に行うなど、全体の事業ドメインを旧来の総合旅行業から交流創造事業に転換している。持株会社となり、地域会社を業務を移行した後も旅行業登録（観光庁長官登録旅行業第64号）をしており、JRの乗車券類委託発売指定はJTBとして受けていた。現在では地域会社を本体に再統合している。

## 沿革

### 株式会社日本交通公社
- 1963年（昭和38年）11月12日 - 財団法人日本交通公社の一部であった営業部門を「株式会社日本交通公社」として分離・完全民営化される。本社は東京都千代田区丸の内一丁目の交通公社ビル（現丸の内オアゾ）。
- 1988年（昭和63年）10月 - CI導入。「JTB」浸透に向けシンボルマークを刷新。
- 1996年（平成8年） 3月 - 「ルックJTB」の参加者が年間100万人を突破する。

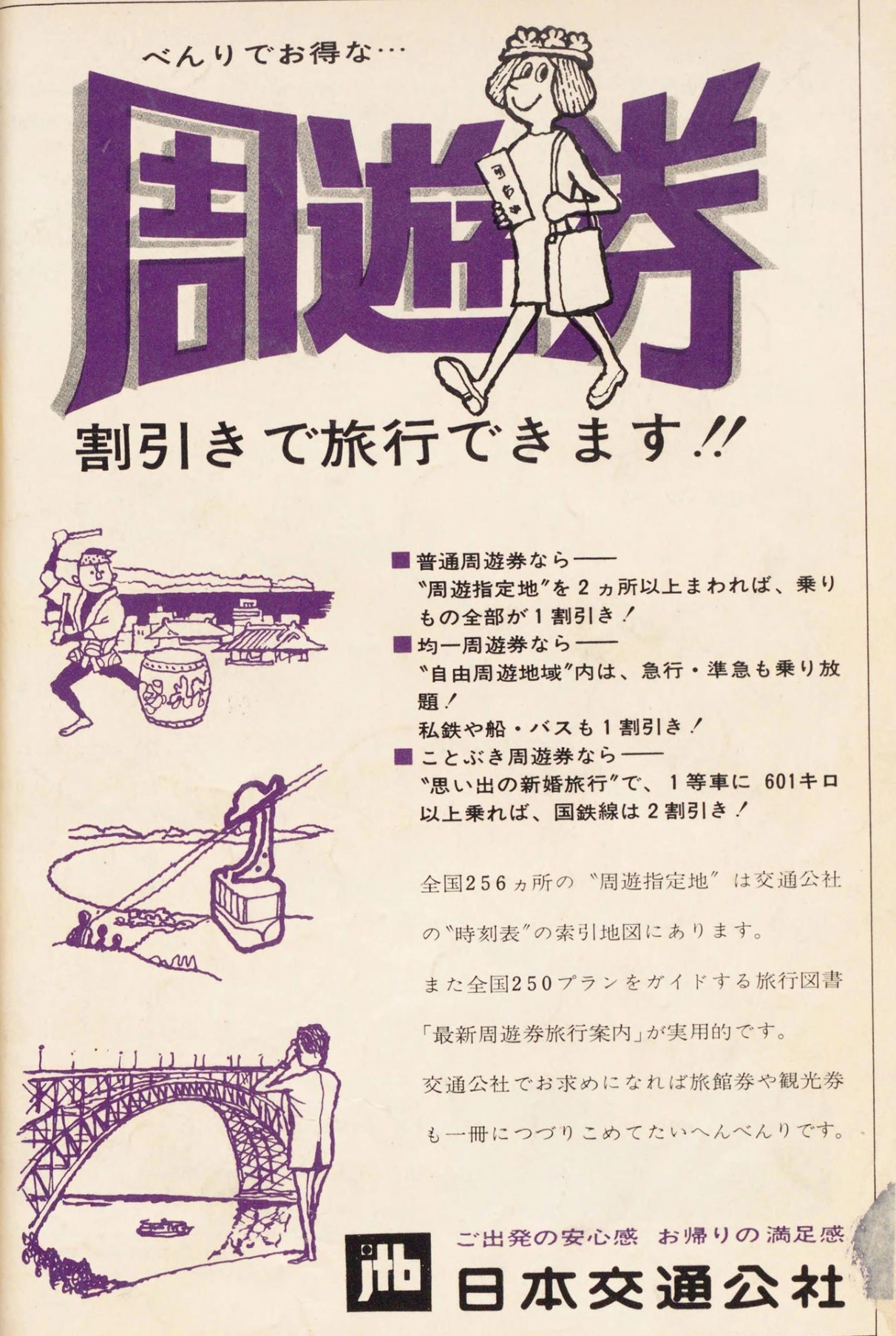
国鉄周遊券広告（1967年）。国鉄が開発した商品だが、販売は日本交通公社が行った

### 株式会社ジェイティービー
- 2001年（平成13年）1月1日 - 商号を株式会社ジェイティービーに変更。併せて本社を東京都品川区東品川二丁目（シーフォートスクエア内）に移転[注 2]。
- 2004年（平成16年）10月1日 - 出版部門を株式会社JTBパブリッシングとして分社化。
- 2005年（平成17年）
  - 4月1日 - 持株会社制移行の前段階として、東北6県の直営支店7店舗（加えて法人部門の拠点）の事業をジェイティービー東北（同日付でJTB東北に改称）に譲渡。
  - 11月 - 米国・ミクロネシア地域を得意とする独立系ツアーオペレーター・旅行会社の株式会社アールアンドシーツアーズを子会社化。
- 2006年（平成18年）
  - 4月1日 - 事業持株会社に移行。既に移行済みであった東北を除く直営店舗は、既存ないし新設の受け皿会社に事業を譲渡（既に直営店とは別に店舗を展開していたJTB北海道を除き、直近に受け皿会社として新設されている）。
  - 5月30日 - ジェーシービー（以下、JCB）と包括事業提携を発表。7月に折半出資による株式会社J&J事業創造を設立。
- 2007年（平成19年）
  - 4月 - JCB子会社の株式会社ジェーシービートラベルの事業を、J&J事業創造傘下に設立した株式会社JCBトラベルへ移管。
  - 6月1日 - 自社発行の汎用商品券JTBナイスギフトシリーズとJCB発行のJCBギフトカードの発行・運営事業をJ&J事業創造子会社のJ&Jギフトへ移管し、JCBギフトカート加盟店で扱える「JTBナイスギフト」の発行開始。従来のナイスストリップについてはJTB取扱店のみで扱える「JTB旅行券」となる。
  - 6月12日 - 子会社のJTBコミュニケーションズ（当時のジェイコム）がJTBエンタテインメントを立ち上げ、芸能プロダクション事業への参入を発表。声優の緒方恵美らと専属契約を結ぶ。同時に声優の育成を行うJTBエンタテインメントアカデミーを開校することも発表。
- 2011年（平成23年）4月1日 - 子会社のJTBトラベランドが運営する店舗をJTB東北などJTB地域会社8社に事業譲渡し、地域会社各社のトラベランド店舗へ移行[7]。
- 2018年（平成30年）
  - 1月1日 - 商号を株式会社JTBへ変更[注 3][8]。
  - 4月1日 - 2006年4月に分社化した地域会社など計20社を本社に統合[9][10][11]。
- 2020年（令和2年）
  - 11月20日 - グループの要員を2021年度までに約6500人削減（2019年度比）すると発表[12]。
- 2021年（令和3年）
  - 2月15日 - 資本金を 22億4千万円減らし、1億円とすることをHPによる電子公告で公表。効力発生は3月31日[13]。
  - 9月 - 東京都品川区の本社ビルと大阪市中央区のビルを売却。売却額は非公表。本社ビルについては引き続き賃貸契約を結んだ上で利用するとしている[14]。

## 株主
- 公益財団法人日本交通公社
- 東日本旅客鉄道（JR東日本）
- 東海旅客鉄道（JR東海）
- JTB従業員持株会
- JTB協定旅館ホテル連盟
- 三菱UFJ銀行
- みずほ銀行
- ジェイティービー共済組合
- 一般社団法人日本ホテル協会
- 三井住友銀行
- 日本航空（JAL）
- 九州旅客鉄道（JR九州）
- 西日本旅客鉄道（JR西日本）
- 北海道旅客鉄道（JR北海道）
- ANAホールディングス
- JTB役員持株会
- 商船三井
- 四国旅客鉄道（JR四国）

## グループ会社

### 日本国内

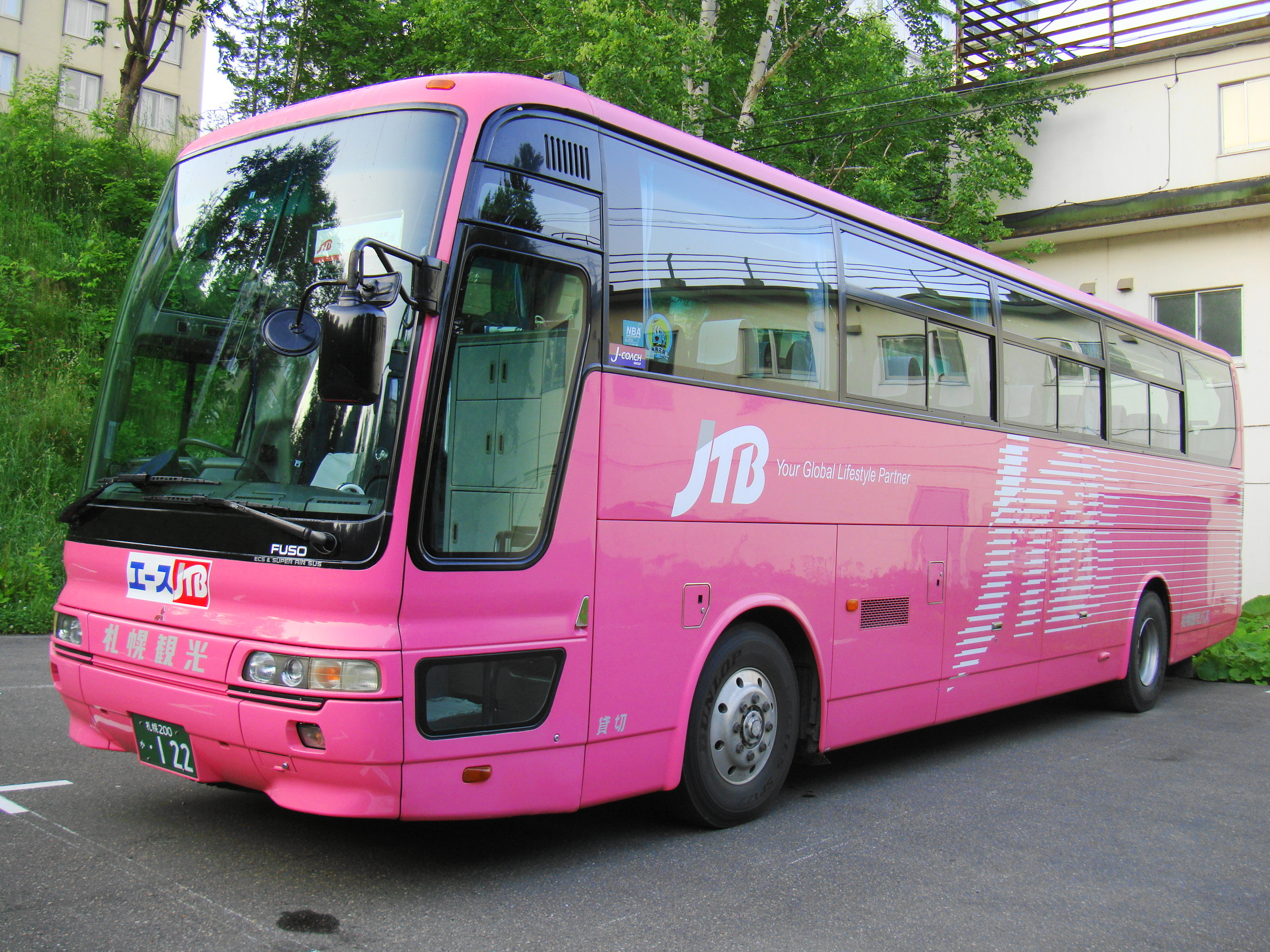
専用の車両や方向幕が用意されるバス会社もある（札幌観光バス）

#### ツーリズム
- 株式会社JTBエスコート事業部
- 株式会社JTBガイアレック（2020年4月1日、朝日旅行の一部事業を継承）
- 株式会社トラベルプラザインターナショナル
- 株式会社JTBグローバルアシスタンス（コールセンター委託、その他サポート・サービス業務等）
- 株式会社Fun Japan Communications

#### エリアソリューション
- 株式会社JTBビジネスイノベーターズ
- 株式会社JTB商事
- 沖縄JTB株式会社[注 4]（沖縄県）
- 株式会社JTBパブリッシング
- 株式会社PULS
- 中国ターミナルサービス株式会社
- 株式会社グッドフェローズJTB
- 株式会社JTBアセットマネジメント

#### ビジネスソリューション
- 株式会社JTBビジネストラベルソリューションズ（BTM事業。カールソン・ワゴンリー・トラベルとの共同事業）
- 株式会社JTBコミュニケーションデザイン
- 株式会社JTB Next Creation

#### グローバル
- 株式会社JTBグローバルマーケティング&トラベル（訪日外国人向け予約サイト「JAPANiCAN.com（ジャパニカン）」の運営、訪日外国人向け日本発着ツアー「Sunrise Tours（サンライズツアー）」の企画催行など）

#### 事業基盤機能
- 株式会社JTB総合研究所
- 株式会社JTBビジネストランスフォーム
- 株式会社JTBデータサービス

#### 独立会社群
- ジェイアイ傷害火災保険株式会社（AIGとの合弁会社）
- JTB旅連事業株式会社
- 株式会社J&J事業創造（ジェーシービーとの合弁会社）
- 株式会社JCBトラベル
- 株式会社J&Jギフト
- 株式会社J&Jヒューマンソリューションズ
- 株式会社J&J Tax Free
- 株式会社JWソリューション
- スカイホップバスマーケティングジャパン株式会社
- I&Jデジタルイノベーション株式会社(日本IBMとの合弁会社)

#### 関係団体
- 一般財団法人日本健康開発財団
- 学校法人国際文化アカデミー

#### 非連結子会社
- 株式会社日本交通公社 - JTBが公表する2020年3月期決算概要[16] の連結注記に、「総資産、売上高、当期純損益及び利益剰余金が小規模で連結から除外」と記載されている。国税庁法人番号公表サイトで、法人番号は9010001033782、所在地は東京都千代田区丸の内1丁目6番4号、と確認できる[17]。この住所はJTBに商号変更以前の2000年までの本社住所である。

### 各国のグループ企業
ヨーロッパ
- KUONI Travel Investments Ltd.
- Kuoni Global Travel Services
- City Circle UK Ltd.
- Europamundo Vacaciones, S.L.

アジア・パシフィック（中国・韓国含む）/ミクロネシア
- JTB Pte Ltd / JTB Asia Pacific Headquarters
- JTB Pte Ltd/JTB Singapore Office
- Japan Travel Bureau (Malaysia) Sdn.Bhd.
- JTB (Thailand) Ltd.
- JTB Asia Pacific Phil. Corp.
- JTB India Private Limited
- 世帝喜旅行社股份有限公司
- JTB-TNT Co., Ltd.
- PT. JTB Indonesia
- JTB Australia Pty Ltd.
- JTB New Zealand Limited.
- BIG S' Holiday Pte.Ltd.
- PT. Panorama JTB Tours Indonesia
- Tour East Singapore (1996) Pte Ltd.
- Kuoni Global Travel Services (India) Pvt.Ltd.
- Kuoni GTS (Singapore) Pte.Ltd.
- Kuoni GTS (Taiwan) Limited.
- Kuoni Tumlare (Thailand) Ltd.
- Kuoni Tumlare Japan, Inc.
- Kuoni Tumlare Travel Sdn.Bhd.
- Net Service Holding Ltd.
- PT GTA Indonesia
- Tumlare Software Service Pvt. Ltd.
- 上海佳途国際旅行社有限公司上海本社
- 佳天美（広州）国際旅行社有限公司
- 傑科姆国際会展（北京）有限公司
- 佳天美香港有限公司
- Gullivers (Beijing) Commercial Consulting Services Ltd.
- KGTS (Hong Kong) Ltd.
- LOTTE JTB
- Kuoni Korea Ltd.
- T.P. Micronesia, Inc.
- Tasi Tours & Transportation, Inc.

北米（ハワイ含む）/南米
- JTB Americas, Ltd.
- JTB USA, Inc.
- Sunrise Plaza Transportation Co.
- Sunrise Plaza Transportation of Nevada, Inc.
- JTB International (Canada), Ltd.
- Tourland Travel Ltd.
- JTB Hawaii, Inc.
- JTB Hawaii Travel, LLC.
- Travel Plaza Transportation, LLC.
- Tachibana Enterprises, LLC.
- JTB Goodwill Foundation
- MC&A, INC
- Quickly Travel Agencia de Viagens e Turismo Ltda.
- QUICKLY CONCIERGE SERVIÇOS ADMINISTRATIVOS LTDA.
- Tumlare Corporation Inc.

### 関連企業
- ジェイアール東海ツアーズ（JR東海共同出資、30%を出資）
- JR東日本レンタリース

### かつての子会社・関連会社
- 株式会社PTS - 2019年にJTB本体に吸収合併。
- ジェイティービーパルサービス - 通信系業務については、トラベルヴォイスアンドネットに事業譲渡。
- 日本ダイナースクラブ - 旧富士銀行との合弁、日本のクレジットカードの草分け。
- 六甲アイランドエンタープライズ（神戸ベイシェラトンホテル） - 2005年7月1日にソラーレホテルズアンドリゾーツに事業引継。
- 函館ハーバービューホテル - 2007年3月30日にソラーレホテルズアンドリゾーツに事業引継。
- JTBカーゴ - 2011年3月に三井倉庫に事業譲渡し、三井倉庫エアカーゴに社名変更[18]。さらに2012年7月にTASエクスプレスと合併し、社名を現在の三井倉庫エクスプレスに変更。
- 日本レストランエンタプライズ - 株式8.6%を所有していたが、後に東日本旅客鉄道に全株売却。
- ジェイティービー物流サービス - 2012年4月にハマキョウレックスへ全株売却[19]。
- サンルート - 2014年9月に相鉄ホールディングスへ全株売却。
- ジェイティービー印刷 - 旧社名・交通印刷。2011年3月に株式の85%を佐川印刷へ譲渡。
- アールアンドシーツアーズ - 2017年4月、トラベルプラザインターナショナル（TPI）に合併[20]。
- 株式会社ジェイティービー空間設計西日本 - 2017年10月にJTBアセットマネジメントへ吸収合併
- JTB北海道（北海道地方） - 2018年4月にJTB本体へ吸収合併
- JTB東北（東北地方） - 同上
- JTB関東（北関東3県、山梨県、新潟県） - 同上
- JTB首都圏（南関東1都3県） - 同上
- JTB中部（東海3県、北陸3県、静岡県、長野県） - 同上
- JTB西日本（近畿地方） - 同上
- JTB中国四国（中国・四国地方） - 同上
- JTB九州（九州地方） - 同上
- 株式会社JTB東海 - 同上
- 株式会社JTB関西（2011年4月1日付けで、JTB大阪がJTBトラベランドの西日本エリアの店舗を統合した上で発足[21]） - 同上
- 株式会社トラベルバンク - 同上
- 株式会社i.JTB（アイドットジェイティービー）（インターネット販売事業） - 同上
- 株式会社JTB熊本リレーションセンター - 同上
- 株式会社JTBコーポレートセールス（法人旅行、交流文化事業） - 同上
- JTBトラベランド - 同上
- 株式会社 JTBコミュニケーションズ&サポート北海道 - 2018年4月に株式会社JTBビジネスネットワークへ合併
- 株式会社ジェイティービーサポート中部 - 同上
- 株式会社ジェイティービービジネスサポート九州 - 同上
- 株式会社ジェイティービーティーエスエヌ - 同上
- 株式会社JTBコミュニケーションズ九州 - 2018年4月に株式会社JTBプランニングネットワークへ吸収合併
- 株式会社JTBアドプロダクツ - 同上
- 株式会社Jプロデュース - 2018年4月に株式会社JTBコミュニケーションデザインへ吸収合併
- 株式会社JTBプロモーション - 同上
- 株式会社ジェイティービーサンアンドサン西日本 - 2018年4月に株式会社JTBガイアレックへ吸収合併
- 株式会社朝日旅行 - JTBグループの再編に伴い、JTBガイアレックに一部事業を継承して2020年3月31日をもって営業終了。法人は解散。
- 株式会社JTBグローバルマーチャンダイジング&サポート - 2021年3月31日で解散
- 株式会社JTBプランニングネットワーク - 2020年3月末 大日本印刷株式会社（DNP）へ株式譲渡[22]
- 株式会社エイ・ビー・アイ - 2020年10月1日に株式会社JTBに合併[23]
- 株式会社JTB札幌ビジネスセンター、株式会社JTBマネジメントサービス、株式会社JMC - 2021年6月に株式会社JTBビジネスネットワークへ合併。JTBビジネスネットワークからJTBビジネストランスフォームへ社名変更。
- 株式会社ジェイティービーライフネット - 2021年10月に株式会社JTBビジネストランスフォームへ合併[24]
- 株式会社JTBベネフィット - 2021年10月にベネフィット・ワンへ株式譲渡[25]
- 株式会社JTBグランドツアー - 2022年1月1日に株式会社JTBに合併[26]

## かつて在籍していた人物
- 戸塚文子 - 雜誌『旅』編集長。退職後、紀行作家になる。
- 田原総一朗 - 日本交通公社時代。実弟も勤めていた。
- 釜本美佐子 - 日本のツアーコンダクターの草分け。元サッカー日本代表、元参議院議員釜本邦茂の実姉。
- 坂井宏朱 - 女子オートレース選手
- 大迫辰雄 - 杉原千畝が発行したビザを持つユダヤ人を日本へ移送した。
- 安田亘宏 - 観光学。西武文理大学教授。
- 大東敏治 - バンカーズパートナー（後のトラベルバンク）創業者。
- 折原一 - 小説家。社員時代には出版関係の仕事を担当。
- 吉野美奈子 - 在職中ローマ出張時にミケランジェロに感銘、美大に通い、退職後渡米し彫刻家になる。
- 梅村みずほ - 政治家。元フリーアナウンサー・タレント。日本維新の会所属の参議院議員。
- 北上真一 - 静岡県立大学特任教授。
- 鈴木勝 - 観光学。元・桜美林大学教授、大阪観光大学名誉教授[27]。

## 不祥事
- 2006年12月13日、旅行パンフレットに写真家の撮影した写真を無断掲載した著作権法違反の疑いで東京都品川区のJTB本社および名古屋市のJTB東海本社など関係先17箇所を警視庁生活安全課に家宅捜索される[28]。
- 2009年3月11日、岡山市の市立中学校の修学旅行受注において違法なカルテルを結んだとして近畿日本ツーリスト、日本旅行、トップツアー、東武トラベル各社の岡山支店とともに子会社JTB中国四国の岡山支店が公正取引委員会の立ち入り調査を受ける[29]。
- 2014年4月24日、JTB中部の社員が岐阜県立東濃高校へ同校の生徒を装い「遠足を中止しなければ自殺する」という旨の手紙を届けた。この社員は翌4月25日に同校が行う遠足のバス11台の手配を忘れており、手紙はこのミスを隠すため遠足を中止させようとしたものであった[30]。（JTB社員手配ミス隠蔽工作事件）
- 2014年12月09日、JTBは8日、14日投開票の衆院選で公明党に協力するようグループ2社に文書で要請したことを明らかにした。JTBによると、文書は取締役旅行事業本部長名で11月27日付。首都圏在住の社員に公明党の政治活動を支援する署名集めを要請。東京12区に住む社員には国土交通大臣太田昭宏の支援者名簿作成に向けた署名集めを要請した。大口顧客で公明党の支持母体である創価学会から協力を求められたという。JTBは「任意の協力を要請しているもので、コンプライアンス（法令順守）上の問題はない」（広報室）と説明している[31][32]。
- 2016年6月14日、完全子会社のi.JTBの端末が、同年3月15日に取引先を装った標的型メール攻撃によりウイルスに感染。それにより、約793万人分の個人情報漏洩した可能性があることを公表した[33][34]。
- 2018年8月8日、2010年から2016年6月の間に、架空の外貨取引サービスで顧客51名から約24億円を詐取したものの「自転車操業状態に陥った」として2016年7月に栃木県警察足利警察署に自首、解雇されていた子会社のJTB関東の元社員が、同署に詐欺容疑で逮捕される[35]。
- 2022年10月25日、観光庁の事務局を担っている事業で、最大1万1483人分の個人情報などが流出していたと発表した[36]。
- 2023年9月7日、顧客のクレジットカード情報を使い、ライブ配信アプリでコインを不正に購入したとして、JTBの元オペレーターが電子計算機使用詐欺容疑で逮捕された。配信者にチップを送る「投げ銭」が目的で、被害は顧客25人の計約874万円に上るとみられる[37]。
- 2024年5月30日、青森市が発注した新型コロナウイルス患者移送業務の入札で談合したとして、東武トップツアーズ､日本旅行東北、名鉄観光サービスと共に独占禁止法違反（不当な取引制限）で公正取引委員会から排除措置命令を受けた[38]。

## テレビ番組
- 日経スペシャル カンブリア宮殿 「新しい旅を切り開け！巨人JTBの挑戦」（2008年11月17日、テレビ東京）[39]。

## CM
- エース 「夫婦いい旅」（1991年） - 千葉真一・野際陽子夫妻
- 夏旅TV-CM「旅を楽しむ大人の家族」武井咲
- WEB PR大使 髙橋ひかる
- 人と地域をつなぐ旅 松下奈緒（2023年4月より）[注 5]

## 書籍

### 関連書籍
- 『観光先進国をめざして 日本のツーリズム産業の果たすべき役割』（著者:田川博己）（2018年3月1日、中央経済社）ISBN 9784502252518